# شوی سینمایی بی‌نهایت عجیب
شوی سینمایی بی‌نهایت عجیب (انگلیسی: The Incredibly Strange Film Show) یک مجموعه فیلم مستند با اجرای جاناتان راس بود که تمرکزش بر روی فیلم‌ه‌های درجه ب بود و در هر قسمت به زندگی فیلم‌سازان گوناگونی چون هرشل گوردون لویس، سم ریمی، اد وود، جکی چان و بسیاری دیگر از کارگردانان مشهور سینما می‌پرداخت.